# Herbert W. Müller

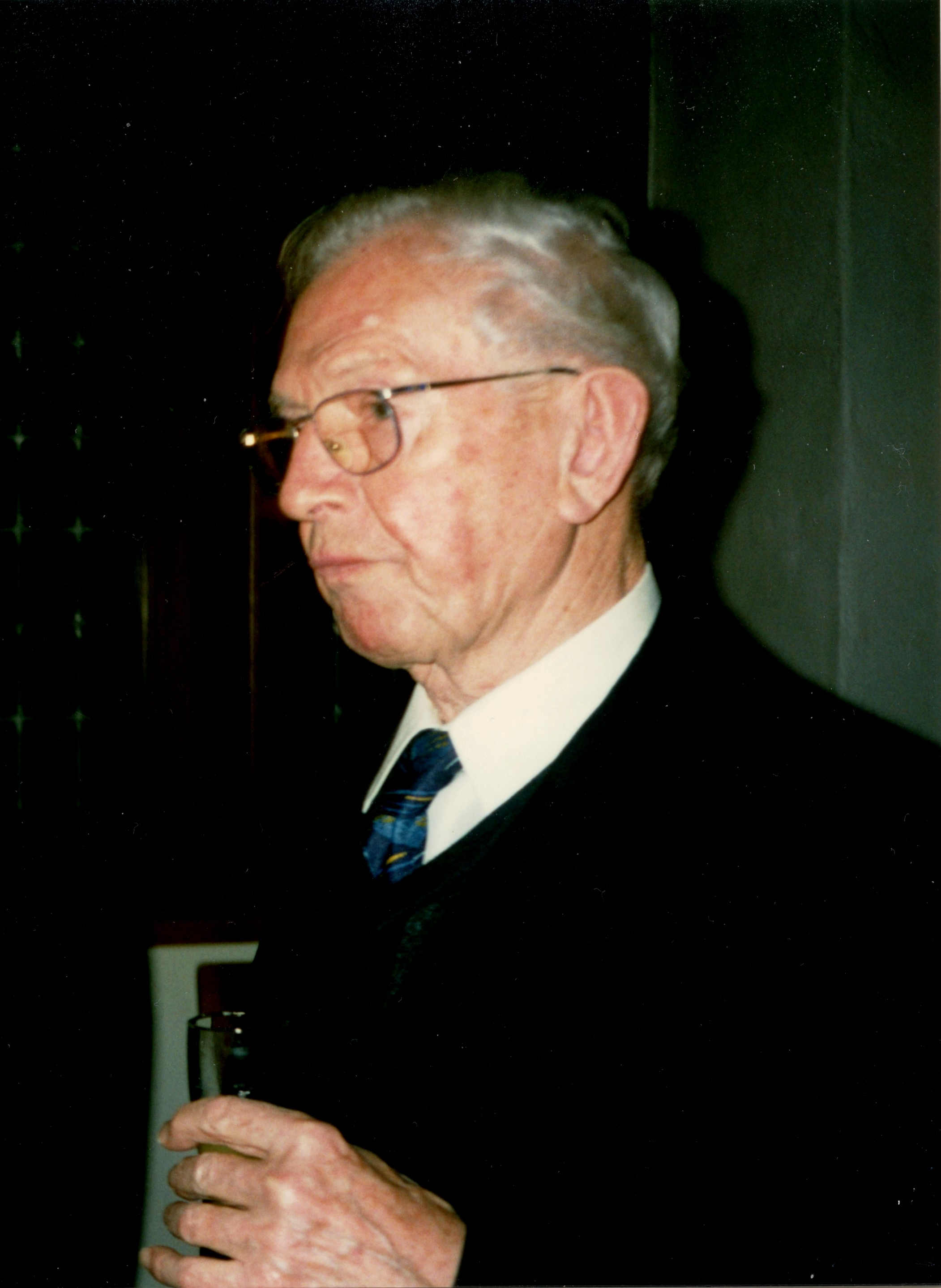
Herbert W. Müller (1994)

Herbert W. Müller (* 22. November 1914 in Borstendorf, Sachsen; † 21. April 2017 in Freiburg im Breisgau) war ein deutscher Professor für Maschinenbau an der TU Darmstadt, wo er von 1963 bis 1982 Leiter des Lehrstuhls für Maschinenelemente und Getriebe war.

## Leben
Müller wurde drei Monate nach Beginn des Ersten Weltkriegs, in Borstendorf in Sachsen als drittes Kind des Landwirts Ernst Albin Müller und seiner Ehefrau Minna geboren. 10-jährig kam er in ein Internat in der Kreisstadt Bischofswerda und begann nach Abitur und Arbeitsdienst ein Maschinenbaustudium an der TH Dresden, das er 1940 mit Diplom abschloss. Im Zweiten Weltkrieg war er zunächst bei einem Nachrichtenbataillon, später wurde er für Fahrzeug-/Panzerreparaturen eingesetzt. 1944 kam er zur Junkers Flugzeug- und Motorenwerke AG in Dessau, wo er an der Entwicklung von Düsentriebwerken beteiligt war. In diese Zeit fällt auch die Eheschließung mit Ruth Kacholdt, einer Ururenkelin von Heinrich Gottfried Piegler. Nach dem Krieg von 1946 bis 1952 hatte er eine Tätigkeit in Paris, im Anschluss fand er Arbeit in der Forschungsabteilung der ILO-Motorenwerke in Pinneberg, wo er 1961 über den „Mechanismus der Drehmomentübertragung in Preßverbindungen“ zum Dr. ing. promovierte.
1963 wurde der Lehrstuhl Maschinenelemente der Technischen Hochschule Darmstadt in Maschinenelemente I (Leitung: Gerhard Pahl) und Maschinenelemente II und Getriebe geteilt. Obwohl nicht habilitiert erhielt Müller auf Grund seiner Fähigkeiten den Ruf auf letzteren Lehrstuhl als ordentlicher Professor, den er bis 1982 leitete. Er erkannte als einer der ersten die Problematik und Bedeutung von Lärm, der durch Maschinen, Anlagen und Verkehrsmittel verursacht wird und legte so den Grundstein für die Disziplin der Maschinenakustik, wobei er es war, der diesen Begriff geprägt hat. 1982 wurde er emeritiert.
Seine letzten Lebensjahre hat er in Darmstadt, Lindau und Freiburg verbracht. Aus seiner Ehe mit der Gewerbelehrerin Ruth Kacholdt (* 15. Mai 1920 – † 2. Februar 2011) ist eine Tochter hervorgegangen.
Das Müllerrad, ein Zahnrad mit einem Durchmesser von fünf Metern, das bis heute vor dem Foyer des Fachbereichs Maschinenbau steht und ein Wahrzeichen der Universität ist, erinnert an Müller, denn er hatte 1977 dessen Transport an die damalige TH veranlasst.

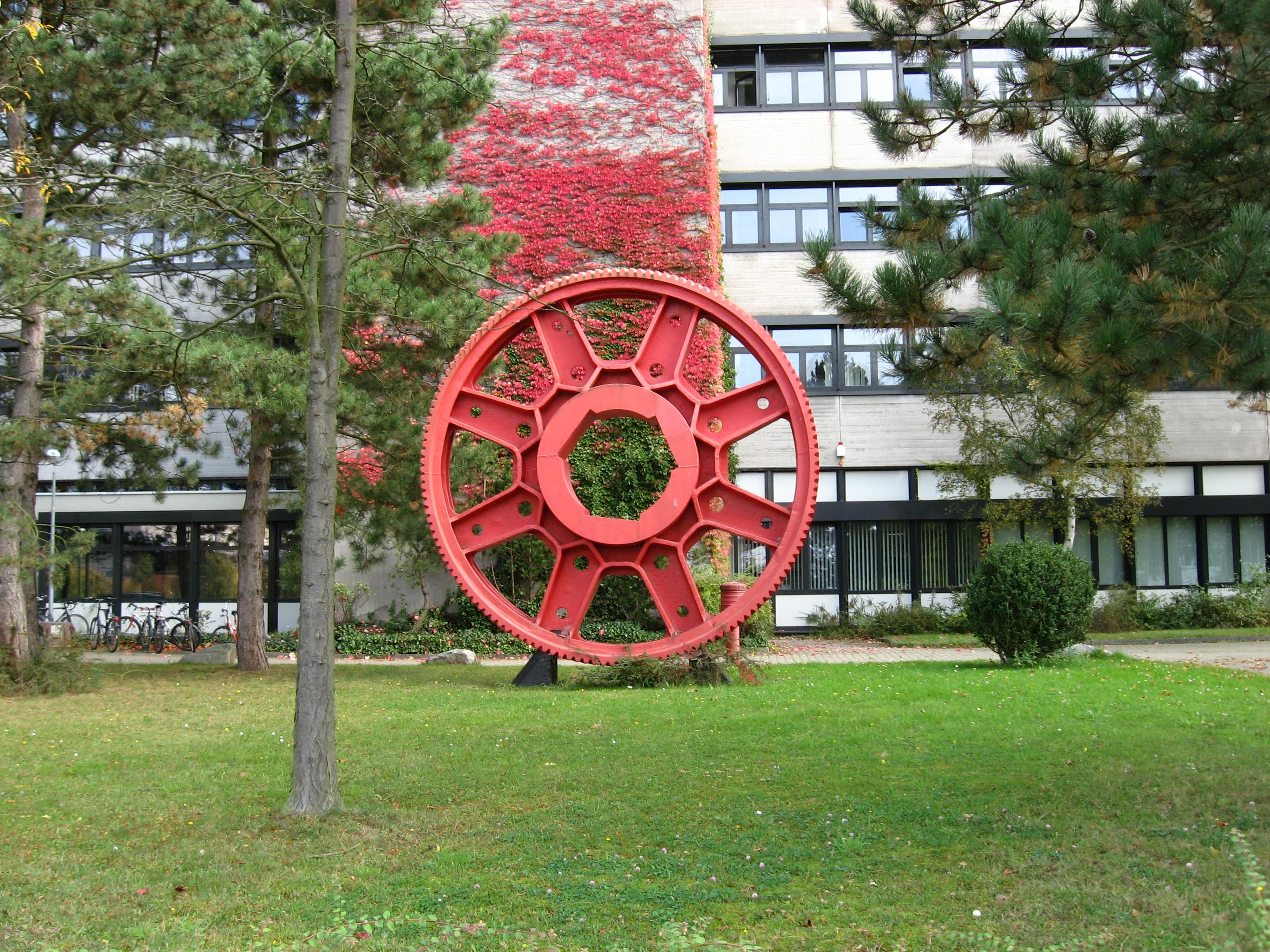
Zahnrad vor dem Maschinenbau-Gebäude (L1 01) auf dem Campus Lichtwiese, TU Darmstadt

## Schriften
- H. Müller: Der Mechanismus der Drehmomente in Preßverbindungen. Selbstverlag, Darmstadt 1961.
- H. Müller: Die Umlaufgetriebe. Springer, Berlin 1970, ISBN 978-3-662-06691-1.
- H. Müller: Umdruck zur Vorlesung Maschinenelemente. Selbstverlag, Darmstadt 1974.
- H. Müller: Verformungsgerechtes Konstruieren. In: Chemie Ingenieur Technik. Vol. 48, Nr. 7, 1976, S. 594–601.
- M. Duda, H. W. Müller, J. Steimel: Berechnungen von Flanschverbindungen. Kernforschungszentrum Karlsruhe, Karlsruhe 1979.
- Müller, H.: Kompendium Maschinenelemente. 7 Auflagen. Selbstverlag, Darmstadt 1980 bis 1987.
- H. Müller: Epicyclic Drive Trains: Analysis, Synthesis and Applications. Wayne State University Press, Detroit 1982, ISBN 0-8143-1663-8.
- H. Müller: Die Umlaufgetriebe. 2. Auflage. Springer, Berlin 1998, ISBN 978-3-642-58725-2.

(Quelle:)

## Belege
1. ↑  Tobias Melz u. Fachgebiet SAM der TU Darmstadt: Nachruf auf Prof. Dr.-Ing. Herbert W. Müller. Wissenschaftliche Gesellschaft für Produktentwicklung WiGeP, 2017, abgerufen am 5. April 2020.
2. ↑  Theo Piegler (Hrsg.): Vogtländische Schicksale. Band 1. Videel, Niebüll 2005, ISBN 3-89906-996-X, S. 115.
3. ↑  Herbert W. Müller (Hrsg.): Der Mechanismus der Drehmomente in Preßverbindungen. Selbstverlag, 1961.
4. ↑  Jörg Feuck: Ein alter Bekannter. In: Technische Universität Darmstadt (Hrsg.): hoch3 – Die Zeitung der Technischen Universität Darmstadt. Jg. 11. Darmstadt Oktober 2015, S. 8.
5. ↑  Herbert W. Müller. In: Deutsche Nationalbibliothek. Abgerufen am 5. April 2020.

| Personendaten    | Personendaten                                |
| ---------------- | -------------------------------------------- |
| NAME             | Müller, Herbert W.                           |
| KURZBESCHREIBUNG | deutscher Maschinenbauer und Hochschullehrer |
| GEBURTSDATUM     | 22. November 1914                            |
| GEBURTSORT       | Borstendorf, Sachsen                         |
| STERBEDATUM      | 21. April 2017                               |
| STERBEORT        | Freiburg im Breisgau                         |